# بلوار پروین
بلوار پروین، یکی از خیابان‌های اصلی محله تهران‌پارس است که مرز تهران‌پارس غربی و تهران‌پارس شرقی محسوب می‌شود. این بلوار از بزرگ‌راه زین‌الدین در شمال آغاز شده و پس از رسیدن به میدان پروین (تقاطع بلوار پروین و خیابان 196 شرقی)، چهارراه سید الشهدا (تقاطع بلوار پروین و خیابان جشنواره) و داشتن تقاطع با بزرگ‌راه رسالت، به انتهای جاده آبعلی و در ادامه به سه راه تهران‌پارس ختم می‌شود.
در امتداد شمالی این خیابان و پس از گذشتن از زیر بزرگ‌راه زین‌الدین، بلوار استخر قرار دارد که در حقیقت مرز محلات کوهسار و مجید آباد است. این خیابان پس از گذر از بزرگ‌راه بابایی، به جاده لشکرک می‌رسد.

## خطوط حمل و نقل عمومی
یکی از شاخص‌های توسعه و فرهنگ بالا در شهرهای امروزی استفاده بیشتر شهروندان هر محله از حمل و نقل عمومی (مترو، اتوبوس) و عدم استفاده از خودروی شخصی می‌باشد. اگر در محله ای اتوبوس‌ها خالی باشند و به اصطلاح استقبال از آن بالا نباشد و استفاده از خودروهای شخصی به هر عذر و دلیل متصور در آن بالا باشد، آن محله مدرن نیست و فرهنگ پایینی در آنجا حاکم است .
از اشکالات اساسی خطوط اتوبوسرانی این محله طراحی مقصد آنها در جهت جنوب و جنوب غربی شهر می‌باشد و با وجود نیاز محله خط اتوبوسی وجود ندارد که شهروندان را در جهت شمال غربی شهر (میدان نوبنیاد و خیابان پاسداران) جابجا نماید. خطوط اتوبوسرانی محله عبارت است از:
■ خط اتوبوس ۲۲۴ پایانه علم و صنعت به پایانه افق (حکیمیه) در مسیر بزرگراه رسالت، خیابان شهید نیلفروشان، چهارراه اشراق (فلکه دوم)، خیابان‌های جشنواره و پروین، میدان استخر، کنارگذر بزرگراه زین الدین ، دانشگاه آزاد تهران شمال تا دسترسی‌های محلی حکیمیه
■ خط اتوبوس ۴۰۲ از شهرک پارس به چهارراه تهرانپارس (در مسیر بلوار استقلال، استخر، پروین، بزرگراه رسالت، ایستگاه متروی تهرانپارس و فلکه اول تهرانپارس)
1. ↑  «نسخه آرشیو شده». بایگانی‌شده از اصلی در ۸ اوت ۲۰۱۸. دریافت‌شده در ۸ اوت ۲۰۱۸.